# Kathryn Deans
Kathryn Deans este o scriitoare australiană de povești fantasy pentru copii.

## Opere
- All The Flowers Of Babylon
- Shimmer,  fantasy roman publicat de Pan MacMillan
- Glow,  fantasy roman publicat de Pan MacMillan